# Pržno (Frýdek-místeki járás)
Pržno település Csehországban, a Frýdek-místeki járásban. Pržno Janovice, Metylovice, Baška és Frýdlant nad Ostravicí településekkel határos. Lakosainak száma 1101 fő (2024. január 1.).

## Népesség
A település lakosságának változását az alábbi diagram mutatja:
| Lakosok száma | 357  | 380  | 536  | 643  | 651  | 750  | 1050 | 1080 | 1078 | 1101 |
|               | 1869 | 1890 | 1921 | 1950 | 1980 | 2001 | 2017 | 2019 | 2022 | 2024 |

## Híres személyek
- Itt szolgált Schulek János (1774-1837) evangélikus lelkész 1805-1811 között. Szlovák nyelven 9 könyvet írt vallási és iskolai szükségletek kielégítésére.